# Karykatury
Karykatury – sztuka autorstwa Jana Augusta Kisielewskiego z 1898.

## Prezentacja
Autor przesłał tekst sztuki na krakowski konkurs imienia Jana Ignacego Paderewskiego w czerwcu 1898 roku. Konkurs ten rozstrzygnięto w dniu 23 marca 1899 roku. Zwyciężyło Zaczarowane serce autorstwa Lucjana Rydla. Karykatury zajęły miejsce trzecie, po Białej gołąbce napisanej przez Józefata Nowińskiego. Decyzja jury nie była jednomyślna. Na czternastu członków komisji dwóch opowiedziało się za pierwszeństwem Karykatur, ze względu na indywidualność scenicznego talentu autora. W 1922 roku Władysław Rabski ujawnił, że te dwa głosy należały do niego i Władysława Jabłonowskiego. Przeciwny tak znacznemu nagradzaniu sztuki był między innymi Henryk Sienkiewicz.

## Charakterystyka
Dramat należy do najlepszych dzieł autora i stanowi przykład modernistyczno-naturalistycznego synkretyzmu w literaturze okresu Młodej Polski. Postacie dawnych ziemian, Borkowskich, są doskonale przedstawionymi protoplastami późniejszych mieszkańców saloników mieszczańskich z dramatów Gabrieli Zapolskiej, czy Włodzimierza Perzyńskiego. Elementem naturalizmu jest w dziele bardzo precyzyjne osadzenie czasu i miejsca rozgrywania się akcji. Część pierwsza rozgrywa się "w czwartym dniu miesiąca listopada roku od narodzenia Chrystusa Pana" 1896, a część druga w roku 1897. Miejscem akcji jest Kraków, a dokładnie oficyna kamienicy mieszczańskiej przy ulicy Krupniczej 7, niedaleko późniejszego domu Związku Literatów. Równie precyzyjnie określono miejsca zdarzeń wątków pobocznych, na przykład pożaru przy ulicy Wiślnej, sklepów żydowskich handlarzy przy ulicy Szpitalnej, czy ubogi pokoik Zosi i Relskiego w robotniczej dzielnicy Grzegórzki. Interesującym dokumentem epoki jest zapis życia młodopolskiego Krakowa w warstwie zarówno obyczajowej jak i praktycznej, np. charakterystycznego żargonu studenckiego. Autor ukazał artystyczną cyganerię jako bezwartościowych kabotynów, prowadzących jałowe życie pozornych inteligentów, posługujących się hermetycznym językiem i cytujących modnych autorów. Była to ogromna jakościowa zmiana w stosunku do wcześniejszego dzieła tego samego autora - W sieci. Autor przeszedł w tym zakresie długą drogę ewolucyjną, jeśli chodzi o ocenę modernistycznego artysty - od jego apoteozy, po całkowitą i zjadliwą kompromitację.
Zygmunt Wasilewski po warszawskiej premierze sztuki, w swojej bardzo przychylnej recenzji, stwierdził, że Kisielewski wyraźnie dążył do zacierania ostrej granicy pomiędzy dramatem i powieścią; chciał jak najbardziej upowieśćowić akcje dramatyczną. Władysław Bogusławski po tej samej premierze, zwrócił natomiast uwagę na oceniającą funkcję didaskaliów i charakterystyczną dla epoki obsesję w traktowaniu zagadnienia sztuki i osoby artysty. Tadeusz Boy-Żeleński napisał: "dramat ten skupia się w paru scenach, ale te sceny tętnią życiem. Kisielewski jest urodzonym pisarzem teatralnym; utwory jego czytane są jak libretto bez muzyki. Wszystko u niego jest ruchem. To się nazywa czuć teatr!".
Roman Taborski uważał, że mimo artystycznej wartości dzieło zdradza poważne błędy techniczne które świadczą o braku dramatopisarskiego doświadczenia u młodego artysty.

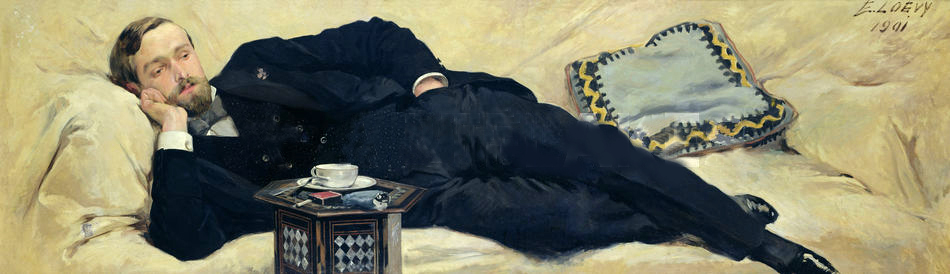
Jan August Kisielewski, autor sztuki

## Przedstawienia
Prapremiera sztuki odbyła się w Teatrze Miejskim w Krakowie, po pieczołowicie przygotowanym przedstawieniu, 8 kwietnia 1899 roku. Dzieło wyreżyserował Tadeusz Pawlikowski, Relskiego zagrał Ludwik Solski, a Zosię Konstancja Bednarzewska. Krytycy zwrócili uwagę na większe w porównaniu do W sieci opanowanie techniki dramatycznej i na "wybitne ślady niepospolitego, choć jeszcze niedojrzałego talentu" aktorskiego. Dzieło wznowiono w grudniu 1910 roku, kiedy to w rolę Relskiego zagrał Edmund Weychert (Solski był już wówczas dyrektorem teatru krakowskiego). W 1899 roku dzieło wystawiono we Lwowie, Poznaniu i Warszawie, a w 1900 roku także w Łodzi. W roku 1899 tekst ukazał się w miesięczniku Ateneum.
Lwowska premiera odbyła się 7 września 1899 roku na scenie starego teatru Skarbka. Zosię zagrała wówczas Zofia Czaplińska, a Relskiego Ludwik Wostrowski. Dzieło zostało pozytywnie przyjęte przez odbiorców i krytykę, a następnie wznowione 5 września 1905 roku z Karolem Adwentowiczem i Zofią Bednarzewską w rolach głównych. Adam Krechowiecki stwierdził wówczas w swojej recenzji, że "komedia p. Kisielewskiego bynajmniej nie straciła na świeżości".
Premiera Warszawska odbyła się 18 listopada 1899 roku na deskach teatru Rozmaitości. Reżyserem był wtedy Wacław Szymanowski natomiast w rolach głównych wystąpili Roman Żelazowski (jego neurasteniczna interpretacja postaci spotkała się z negatywną oceną krytyczną) i Tekla Trapszo. Sztukę grano 14 razy. Publicyści teatralni pochwalili staranną reżyserię przedstawienia. Zwracali też szczególną uwagę na nowatorstwo formy dramatycznej dzieła.
Kolejne wznowienie Karykatur odbyło się w krakowskim Teatrze im. Słowackiego (dawniej Miejskim) 22 czerwca 1918 roku, dla uczczenia pamięci zmarłego autora. Było to ostatnie przedstawienie za dyrekcji Adama Grzymały-Siedleckiego. Postać Relskiego zagrał Aleksander Węgierko, natomiast w Zosię wcieliła się Wanda Jarszewska, której kreację oceniono wyżej.
9 października 1918 roku przedstawienie zostało wznowione we Lwowie, w tamtejszym Teatrze Miejskim. Tym razem reżyserem był Kazimierz Okornicki równocześnie grający postać Relskiego. 15 grudnia 1920 roku dzieło pokazano na deskach krakowskiego teatru Bagatela. Relskiego zagrał gościnnie Wojciech Brydziński. Realizacje bardzo pozytywnie przyjął Tadeusz Boy-Żeleński. Karol Hubert Rostworowski napisał natomiast: "Karykatury zaliczyć należy do rzędu najwybitniejszych utworów ostatniej doby, i to nie polskich, lecz światowych". Kolejne wznowienie dzieła odbyło się w Warszawie na scenie Teatru im. Bogusławskiego 31 stycznia 1922 roku. Również tym razem uzyskało pozytywną recenzję Boya-Żeleńskiego. 21 kwietnia 1934 roku odbyła się kolejna warszawska premiera sztuki w zbiorowej reżyserii, którą kierował Leon Schiller (Teatr Nowe Ateneum). Boy-Żeleński tym razem dostrzegł w przedstawieniu "konflikt społeczny, kontrast dwóch moralności: burżuazyjnej i proletariackiej". Jan Nepomucen Miller w recenzji z tego przedstawienia opisał sztukę jako "Wesele Wyspiańskiego w rok po ślubie czy zejściu się młodej pary". Stwierdził między innymi: "Kisielewski, zarówno jak Wyspiański, zrozumieli całą szmatławość psychiki inteligenckiej, jej egoizm stanowy i osobisty".
Po zakończeniu II wojny i światowej dramat wystawiono po raz pierwszy 29 maja 1953 roku na deskach Teatru Narodowego, na scenie studyjnej. Był on wówczas pracą dyplomową debiutującego reżysera, Jerzego Rakowieckiego. Główne postacie grali Jan Żardecki i Maria Kubicka. Interpretacja ta spotkała się w większości z pozytywnym przyjęciem. Chwalono przede wszystkim twórcze i odkrywcze odczytanie tekstu. Salomon Łastik wyraził zadowolenie z tego, że "nienawiść i pogarda, którą wywołuje Żardecki do osoby Relskiego, świadczy o nadaniu temu poecie młodopolskiemu właściwych mu wymiarów". August Grodzicki wysiłki reżysera uznał za nadaremne, gdyż sztuka była jego zdaniem już wówczas martwa. Nieprzychylne recenzje wystawili przedstawieniu Jacek Früling, publicysta z Krakowa oraz Wojciech Natanson. Uważali oni, w dzieło zostało zwulgaryzowane.
W roku 1960 dramat wystawiła Maria Wiercińska jako swoje przedstawienie dyplomowe w warszawskiej PWST. 3 października 1974 sztuka została zaprezentowana ponownie na deskach Teatru im. Juliusza Słowackiego w Krakowie w reżyserii Piotra Paradowskiego, przy współpracy Marty Stebnickiej. Rola Relskiego przypadła tym razem Romualdowi Michalewskiemu, a Zosi, Annie Sokołowskiej, która według Leonii Jabłonkównej zabłysła talentem wysokiej miary. 26 czerwca 1996 przedstawienie dał Teatr im. Horzycy w Toruniu. W tym przypadku reżyserką była Iwona Kempa, a dwie główne role zagrali Paweł Kowalski i Monika Jakowczuk.